# Halwell
Halwell is een plaats in het Engelse graafschap Devon. Het maakt deel uit van de civil parish Halwell and Moreleigh. Halwell komt in het Domesday Book (1086) voor als 'Hagewile' / 'Hagowila'. In 1870-72 telde het dorp 357 inwoners. De aan de heilige Leonardus gewijde dorpskerk werd eind vijftiende eeuw opgetrokken, waarbij materialen van eerdere gebouwen werden hergebruikt. De kerk heeft een vermelding op de Britse monumentenlijst.